# Ignatius Paoli
Ignatius Paoli, C.P. (ur. 25 lipca 1818 w San Maria a Vezzano, zm. 27 lutego 1885 r. w Wiedniu) – włoski duchowny katolicki i pierwszy biskup bukareszteński.

## Życiorys
Urodził się w 1818 r. w San Maria a Vezzano we Włoszech. W młodości wstąpił do zakonu pasjonistów. Święcenia kapłańskie uzyskał na początku lat 40. XIX w. Następnie został skierowany do pracy misyjnej w południowo-wschodnich Bałkanach. 19 sierpnia 1870 r. został mianowany przez papieża Piusa IX biskupem nikopolskim.
27 kwietnia 1883 r. został przeniesiony na urząd arcybiskupa bukareszteńskiego. Był pierwszym ordynariuszem archidiecezji po jej utworzeniu. Utworzył pierwsze katolickie seminarium duchowne w Rumunii oraz rozpoczął budowę katedry św. Józefa w Bukareszcie. Wielokrotnie udawał się do Europy Zachodniej w celu zebrania funduszy na rozwój Kościoła katolickiego w Rumunii. W 1881 r. uczestniczył w koronacji Karola I na króla Rumunii.